# Кудина
Ку́дина (эст. Kudina) — деревня в волости Йыгева уезда Йыгевамаа, Эстония.
До административной реформы местных самоуправлений Эстонии 2017 года входила в состав волости Паламузе (упразднена).

## География и описание
Расположена на границе уездов Йыгевамаа и Тартумаа, в 19 км к юго-востоку от волостного и уездного центра — города Йыгева, в 20 км от левого берега Чудского озера (в районе деревни Казепяэ). Высота над уровнем моря — 82 метра.
Климат умеренный. Официальный язык — эстонский. Почтовый индекс — 49210.

## Население
По данным переписи населения 2021 года, в Кудина насчитывалось 120 жителей, из них 118 (98,3 %) — эстонцы.
По данным переписи населения 2011 года, в  деревне проживали 118 человек, из них 115 (97,5 %) — эстонцы.
Численность населения деревни Кудина по данным переписей населения:
| Год  | 1959 | 1970  | 1979  | 1989  | 2000  | 2011  | 2021  |
| ---- | ---- | ----- | ----- | ----- | ----- | ----- | ----- |
| Чел. | 168  | ↗ 220 | ↘ 191 | ↘ 154 | ↘ 147 | ↘ 118 | ↗ 120 |

## История
В письменных источниках 1447 года упоминается Kudinas (деревня), 1540 года — Kuddines, 1582 года — Kudzin (деревня), 1638 года — Kudingk.
В 1477 году упомянуты рядом деревня Кудина и мыза Куддинг (нем. Kudding, Кудина, эст. Kudina mõis), к концу XVIII века деревня из упоминаний исчезла. 
За время своего существования и до национализации мыза сменила много шведских и немецких названий:  Karistver (1447), Karistfehr (1540), Karristfer (1627), а также Rokuta, Kudding. На немецком языке мыза ещё называлась Луггенхаузен (Lugenchuzen (1592), Luggenhawsen (1601)) — это название произошло от имени её очередного владельца (в 1447 году мызу купил Георг Луггенхузен (George Luggenhusen)). 

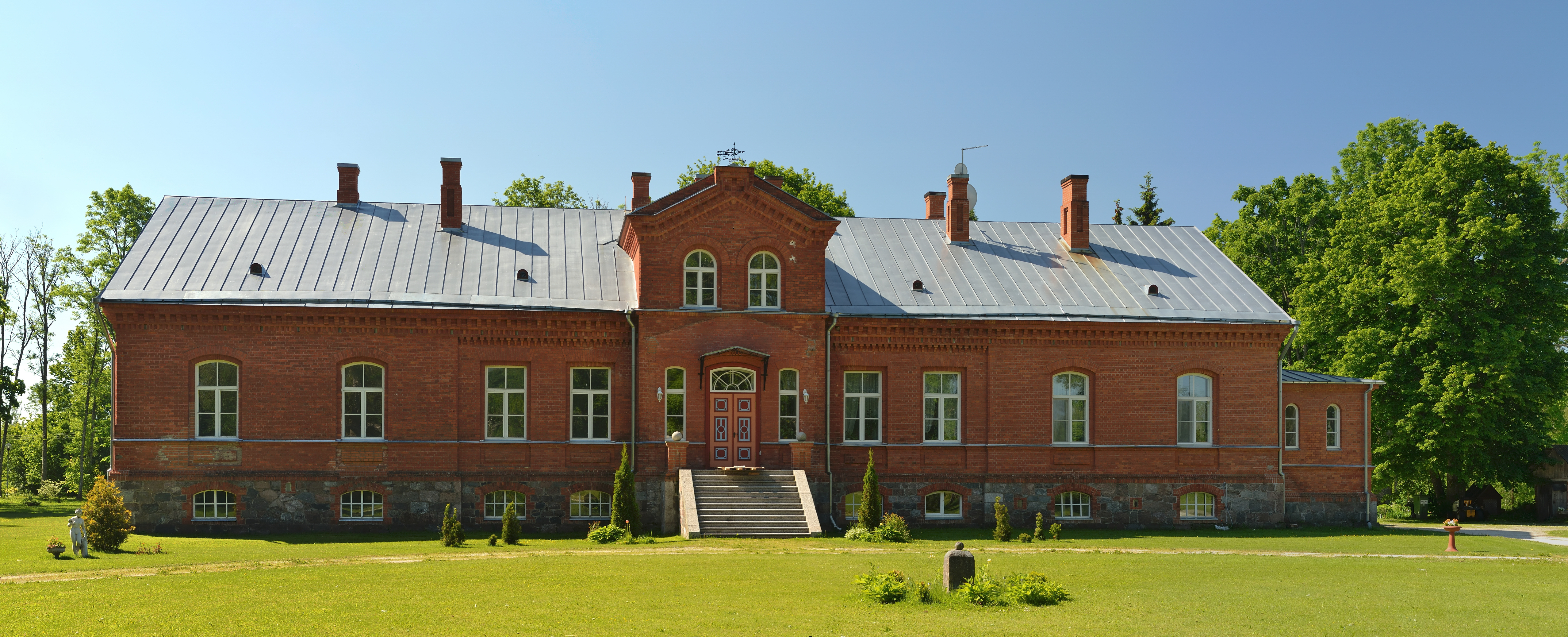
Главное здание мызы Куддинг (Кудина) в 2012 году

Главное здание мызы и мызный парк внесены в Государственный регистр памятников культуры Эстонии как памятники архитектуры. В главном здании много лет работали различные школы и некоторое время детский сад. 
После земельной реформы, с 1921 года, на бывших мызных землях появилось поселение Кудина, в 1977 год получившее официальный статус деревни.
В настоящее время главное здание мызы Кудина (господский особняк) является частной собственностью. В ноябре 2023 года на эстонском портале недвижимости city24 здание было выставлено на продажу за 1 миллион 200 тысяч евро (вместе с внутренним убранством). Общая площадь дома, состоящего из 17 помещений, — 1368 м². 
В советское время в деревне находился центр Кудинаского отделения колхоза «Кевад» («Весна»). Работали начальная школа, почтовое отделение и Рахивереская библиотека. Деревня относилась к Паламузескому сельсовету.
В 1957 году на расположенной на территории деревни (в настоящее время — на частной земле) братской могиле советских воинов, павших во Второй мировой войне (исторический памятник с 1997 до 2023 года), был установлен памятник с надписью «Вечная слава героям, павшим в Великой Отечественной войне 1941—1945». Памятник под названием «Скорбящий народ» состоит из четырёх элементов: камень с надписью, фигура коленопреклонённой женщины, фигура коленопреклонённого воина, камень, на котором стоит плита с высеченными фигурами: слева скорбящая старая мать, в центре мужчина и ребёнок, справа женщина. В братской могиле похоронено 426 человек. В протоколе от 30 ноября 2022 года рабочая группа по советским памятникам при Госканцелярии Эстонии признала памятник «красным монументом», подлежащим коррекции: текст на плите и изображение в её верхнем правом углу следует удалить. Cкульптуры, как подчеркнула комиссия, имеют художественное значение (автор — эстонский скульптор Эндель Танилоо). Решение комиссии было исполнено в 2023 году (см. Список советских военных памятников Эстонии).

## Происхождение топонима
Финский языковед Л. Кеттунен предполагает иностранное происхождение название деревни, поскольку параллельное немецкое название имеет окончание -ng; однако такой суффикс встречается и в эстонском языке. Название можно связать с эстонским словом ‘kudistama’ — «агукать». Эстонский языковед Валдек Палль утверждает, что -ng появляется в более поздних написаниях, поэтому может быть добавлением от переписчика. Скорее следует обратить внимание на окончание ‘-ин’, характерное для русских топонимов, например, в Сетумаа есть Кудина Гора. В данном случае основой топонима будет личное имя Кудин.

## Комментарии
1. ↑  Эстонские топонимы, оканчивающиеся на -а, не склоняются и не имеют женского рода (исключение — Нарва)[6].